# IC 2273
IC 2273 је појединачна звијезда у сазвјежђу Рак која се налази на листи објеката дубоког неба у Индекс каталогу.
Деклинација објекта је + 18° 24' 4" а ректасцензија 8h 18m 12,9s.